# نظرية الكارثة (رياضيات)

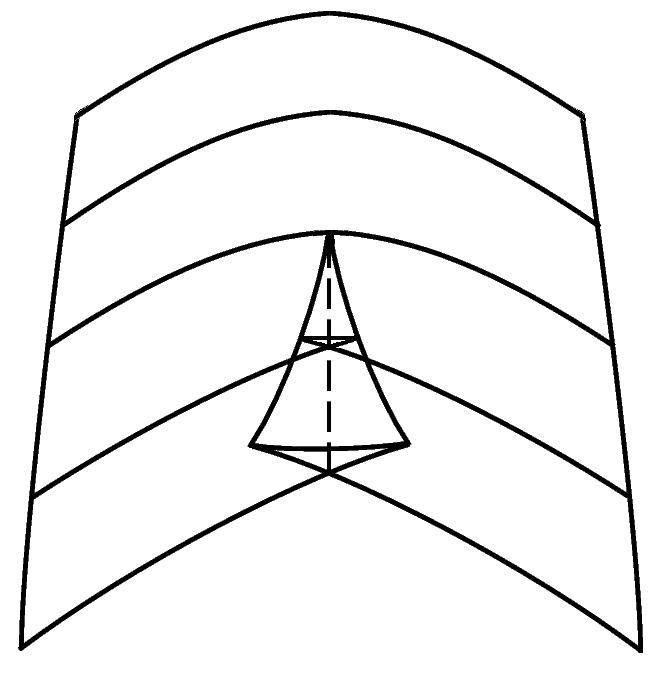

في الرياضيات، نظرية الكارثة (بالإنجليزية: Catastrophe theory)‏، هي نظرية للعالم رينيه ثوم تُعتبر كفرع من نظرية التشعب في الأنظمة التحريكية. وهي طريقة رياضيّة لعلاج الفعل المستمر الذي ينتج النتائج المتقطعة (غير المستمرّة).

## التاريخ
ابتكر النظرية العالم رينيه ثوم في الستينات من القرن العشرين. وطُوّرت أكثر وبشكل عملي في السبعينات من قِبل كريستوفر زيمان.